# Кольманн, Юлиус
Юлиус Кольманн (нем. Julius Kollmann; 24 февраля 1834, Хольцхайм (Диллинген-на-Дунае) — 24 июня 1918, Базель) — немецкий гистолог, анатом и антрополог.

## Жизнь
Учился медицине в Мюнхене и Берлине, в 1862 стал приват-доцентом, а в 1870 экстраординарным профессором в Мюнхене, в 1878 был приглашён ординарным профессором анатомии в Базель, с 1878 по 1913 руководил Институтом Анатомии Университета в Базеле.

## Работы
Многочисленные труды Кольманна касаются гистологии, анатомии, краниологии и истории развития человека и животных.
Среди их особенно важны следующие:
- «Atlas der allgem. thierischen Gewebelehre» (Лейпциг, 1860);
- «Anatomie und Entwicklungsgeschichte der Zähne» (1869—1872);
- «Die menschlichen Eier von 6 mm. Grosse» (1879);
- «Die Körperform menschlicher normaler und pathologischer Embryonen» (1889);
- «Lehrbuch der Entwicklungsgeschichte des Menschen» (Йена, 1898);
- «Beiträge zur Craniologie der europäischen Völker» (1881—1882).